# Lactarius crocatus
Lactarius crocatus é um fungo que pertence ao gênero de cogumelos Lactarius na ordem Russulales. Encontrado em Chiang Mai (província no norte da Tailândia), foi descrito como nova espécie para a ciência em 2010.